# Branko B. Kovačević
Branko B. Kovačević (Pačetin, 8. veljače 1952. – Budva, 2002.) je bio srpski pjesnik, liječnik i humanist.

## Životopis
Branko B. Kovačević je rođen u Pačetinu 1952. godine, gdje je proveo i svoje djetinjstvo. Školovao se u Vukovaru, gdje je završio Gimnaziju i u Novom Sadu gde je završio Medicinski fakultet i specijalizaciju. Radio je u Vukovaru, Novom Sadu i Budvi. Do 1991. godine je radio u vukovarskom Medicinskom centru. Tijekom ratnog perioda mještanima svog rodnog sela je pomagao u vidu materijalne i stručne pomoći. U Vukovaru je živio do 1999. godine, a potom se preselio u Budvu gdje je, posle duge i teške bolesti, umro 2002. godine. 10 godina nakon njegove smrti, 2012. godine, njegovi posmrtni ostatci su preneseni u rodni Pačetin.

## Djela
Njegova poezija obilježavaju lirski i rodoljubni motivi. Pisao je o ravnici, prirodi, rijekama, voću, ali i o stradanju srpskog naroda.
Objavio je zbirke poezije: "Zanos mladice", "Traži me majko u slobodi ptice", "Uz Dunav na ušću Vuke", "Kad voćka zapupi", "Mnogostradalni rod naš srpski", "Tamnina", "Trn u osmehu".

## Nagrade
Za svoj književni rad dobio je nekoliko književnih nagrada:
- nagrada grada Subotice Zlatni prsten
- nagrada grada Subotice Panonski galeb
- nagrada grada Vučitrna Gligorije Elezović
- nagrada beogradskih Večernjih novosti Milan Lalić[5]

## Obitelj
Oženio se liječnicom Oliverom Simić s kojom ima kćer Jelenu. Obje žive u Budvi.

## Ostalo
Na godišnjicu njegovog rođenja, 2016. godine, u središtu Pačetina je otkrivena bista ovom pjesniku, rad Borisa Staparca.